# Goethewanderweg Ilmenau–Stützerbach
Der Goethewanderweg ist ein 20 Kilometer langer Wanderweg im Thüringer Wald, der von Ilmenau über Manebach nach Stützerbach führt und dabei 17 Wirkungsstätten Johann Wolfgang von Goethes, von dem 26 Besuche Ilmenaus nachgewiesen sind, verbindet. Der Goethewanderweg ist durch ein G in deutscher Schreibschrift, Goethes eigenes Kürzel für seinen Namen, gekennzeichnet und mit zahlreichen Informationstafeln an allen bedeutenden Stätten ausgestattet. Die Strecke erhielt 2005 als erster Wanderweg in Thüringen das Zertifikat „Qualitätsweg Wanderbares Deutschland“ und erlangte es wieder.

## Verlauf
Vorbemerkung: Hier folgt eine Kurzfassung, wie sie auch den Flyern der "Ilmenau-Information" (im Amtshaus) zu entnehmen ist. Eine vollständigere Auflistung der Stationen findet sich in der unter 5. (Literatur) genannten Schrift von C. Erhardt. Aber z. B. der Goethebrunnen auf dem Ilmenauer Friedhof (hier die 2. Station; siehe auch Weblink) fehlt dort.
Der Goethewanderweg beginnt am Amtshaus am Marktplatz von Ilmenau (⊙). Hier befindet sich auf einer Bank ein Goethedenkmal (Ilmenau)  der Stadt, und im Amtshaus ist das Stadtmuseum untergebracht, das sich unter anderem mit dem Wirken Goethes beschäftigt. Bei einem Aufenthalt im Amtshaus wurde Goethe zu Teilen des zweiten Buches von Wilhelm Meisters Lehrjahre („Treiben auf dem Marktplatz“) inspiriert.
Die nächste Station ist der Ilmenauer Friedhof (⊙), wo sich das Grab Corona Schröters, einer Lieblingsschauspielerin Goethes und Darstellerin der Iphigenie, befindet. Aus dem „Weltgoethejahr“ 1932 stammt das Relief des Bildhauers und Bauhaus-Schülers Wilhelm Löber am 1931 errichteten Goethebrunnen. In der Zeit des Nationalsozialismus wurde es als entartete Kunst mit Brettern verhüllt und entging dadurch der Vernichtung, die andere Bauhaus-Denkmäler erlitten.
Der Weg führt weiter über die Sturmheide zu den Ilmenauer Berggräben, die einst angelegt wurden um Wasser zum Antrieb der Förderräder der Bergwerke zu transportieren. Goethe beschäftigte sich im Rahmen seiner Tätigkeit als Bergbauminister in Sachsen-Weimar-Eisenach mit dem Ilmenauer Bergbau und sollte ihn wieder rentabler machen, was ihm letztlich nicht gelang.
Die dritte Station ist der Schwalbenstein (⊙), einem Fels in 690 m Höhe am Südostabhang des Großen Spiegelsbergs, das als Flächennaturdenkmal ausgewiesen ist. Hier schrieb Goethe an einem einzigen Tag (19. März 1779) den 4. Akt der Iphigenie auf Tauris. Heute befindet sich auf diesem Porphyrfelsen eine Schutzhütte.
Als vierte Station folgt die Schöffenwiese (⊙), wo heute das Schöffenhaus steht, ein Wirtshaus aus dem Anfang des 20. Jahrhunderts, das an einem alten Handelsweg (Alte Straße) steht, der über den Thüringer Wald führte.
Als Nächstes wird die Marienquelle (⊙) angesteuert: Die Quelle an der Bornwiese erhielt ihren Namen zu Ehren von Maria Piutti (1818–1868), der Ehefrau des Sanitätsrates Hermann Piutti (1812–1865), der über 25 Jahre als Badedirektor die Kaltwasserheilanstalt in Elgersburg führte. Der Fürsorge Maria Piuttis ist die erste Kleinkinderbewahranstalt zu verdanken. Die Quelle liegt in 736 m Höhe und wurde im Jahre 1841 gefasst und eingeweiht. Die heutige Schutzhütte mit einem Rastplatz wurde 1994 eingerichtet.
Anschließend führt der Weg am Emmastein (⊙), einem weiteren Felsen, vorbei nach Manebach (⊙) im Tal der Ilm. Dort steht das Kantorhaus, in dessen Garten Goethe naturwissenschaftliche Zeichnungen anfertigte.
Es folgt die Helenenruhe (⊙), eine Wiese oberhalb von Manebach mit Ausblick auf das Dorf.
Weiter hinauf führt der Weg zum Großen Hermannstein (⊙), einem Felsen, in dem sich eine Höhle befindet, über die Goethe schrieb: „… mein geliebter Aufenthalt, wo ich möcht wohnen und bleiben“. In dieser Felshöhle fertigte Goethe Zeichnungen an; auch ein gemeinsamer Besuch mit Charlotte von Stein ist hier belegt.
Als zehnte Station folgt der 861 Meter hohe Kickelhahn (⊙) mit dem Goethehäuschen, in dem Goethe am 6. September 1780 Wandrers Nachtlied – Ein Gleiches verfasste. Er ritzte das Gedicht in die Wand dieser Schutzhütte ein, die allerdings später abbrannte. Ein originalgetreuer Nachbau befindet sich heute an dieser Stelle. Dort ist das Gedicht in zahlreichen Sprachen angebracht.
Es folgt das Jagdhaus Gabelbach (⊙), ein kleines Jagdschlösschen aus der Zeit des Barock. Es wurde 1783 von Herzog Carl August errichtet und beheimatet heute ein Museum zu Goethes Naturwissenschaftlichen Studien im Thüringer Wald.
Der Weg verläuft weiter über die Hirtenwiese ins Tal der Schorte, wo der Knöpfelstaler Teich (⊙), ein alter Flößteich liegt.
Unweit befindet sich das Finstere Loch (⊙), ein Wasserfall eines Schorte-Quellbachs, der in Goethes Gedicht Ilmenau Erwähnung findet.
Über das Waldgasthaus Auerhahn (⊙) führt der Weg weiter nach Stützerbach, wo sich im Gundelachschen Haus ein Goethemuseum befindet. Hier hielt sich Goethe auf, wenn er in Stützerbach weilte. Damit endet der Goethewanderweg.

## Geschichte
Der Goethewanderweg entstand in den 1970er Jahren auf Initiative Ilmenauer Goethefreunde zusammen mit den Weimarer Nationalen Forschungs- und Gedenkstätten der klassischen Deutschen Literatur. Deren Nachfolgerin, die Klassik-Stiftung Weimar, übergab den Weg in der Mitte der 1990er Jahre an die Stadt Ilmenau. Für die 2005 erreichte Zertifizierung als „Qualitätsweg Wanderbares Deutschland“ durch den Deutschen Wanderverband waren umfangreiche Arbeiten zur Erfüllung der strengen Kriterien für die Wegegestaltung und -beschaffenheit durchzuführen.

## Bilder zu den Stationen

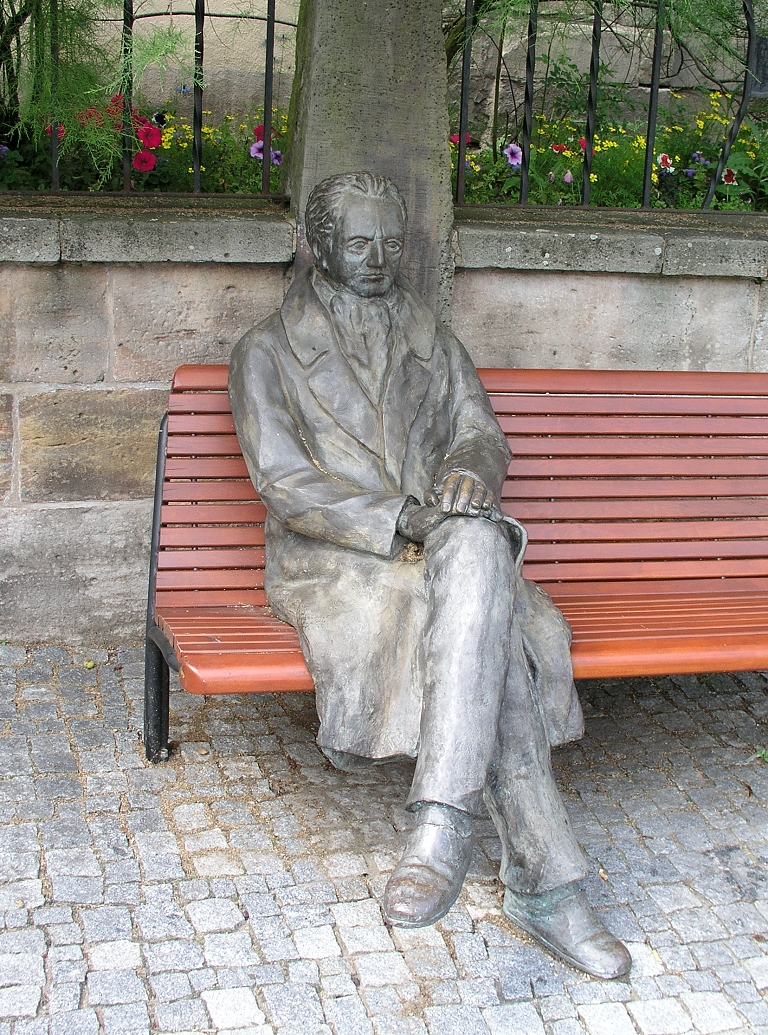
1. Station: Goethedenkmal auf dem Marktplatz von Ilmenau
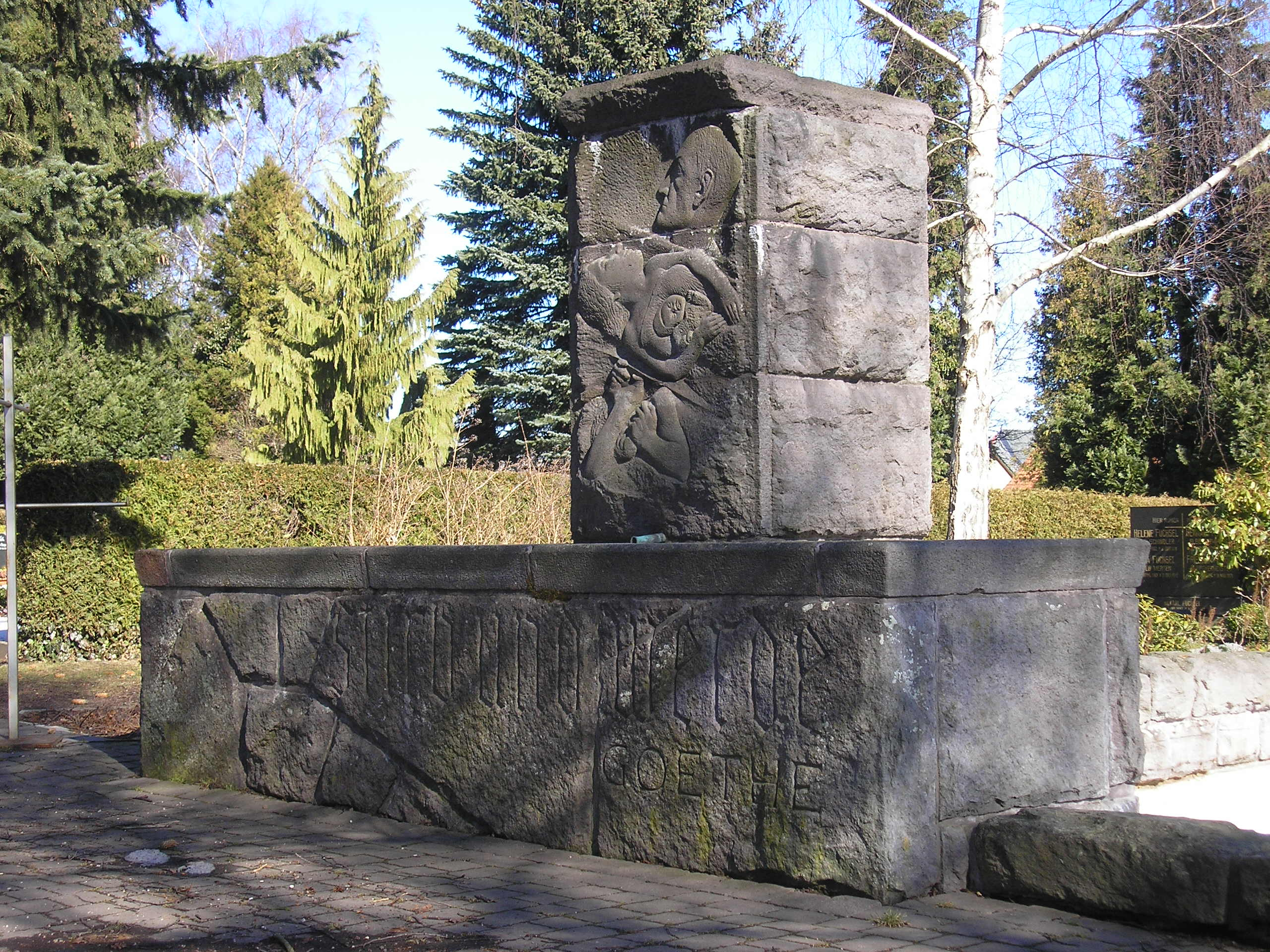
2. Station: Goethebrunnen im Ilmenauer Friedhof
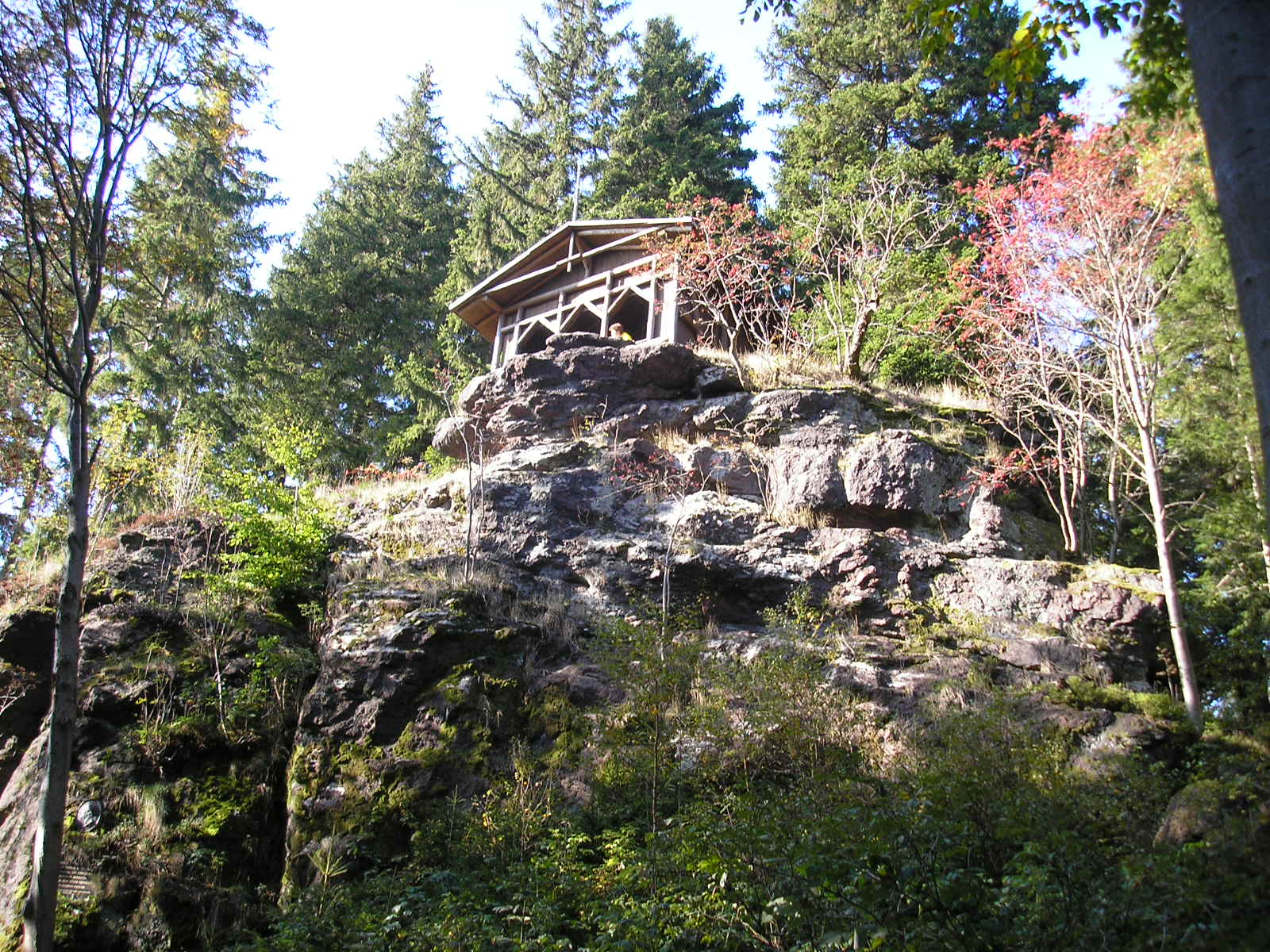
3. Station: Schwalbenstein
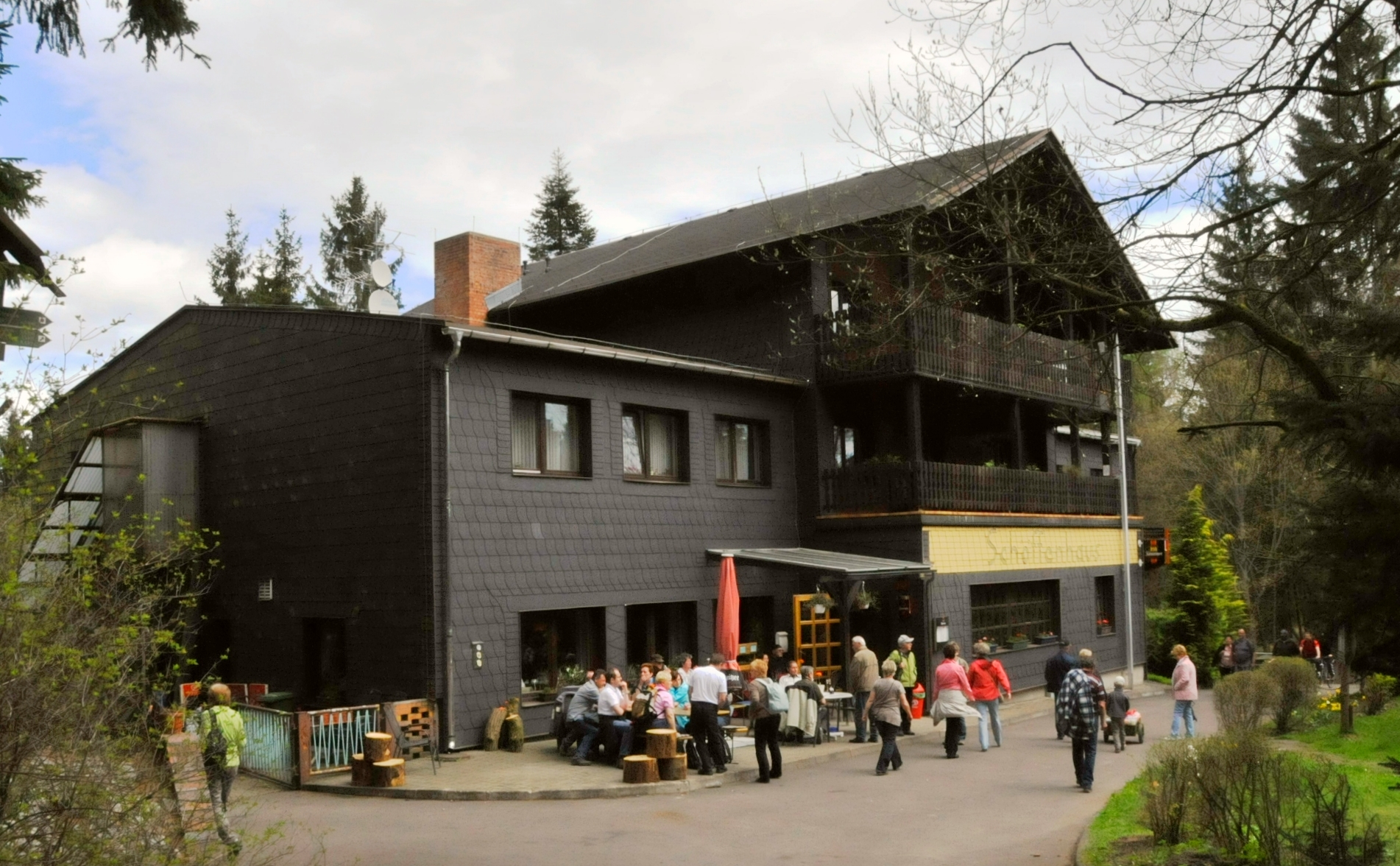
4. Station: Schöffenhaus
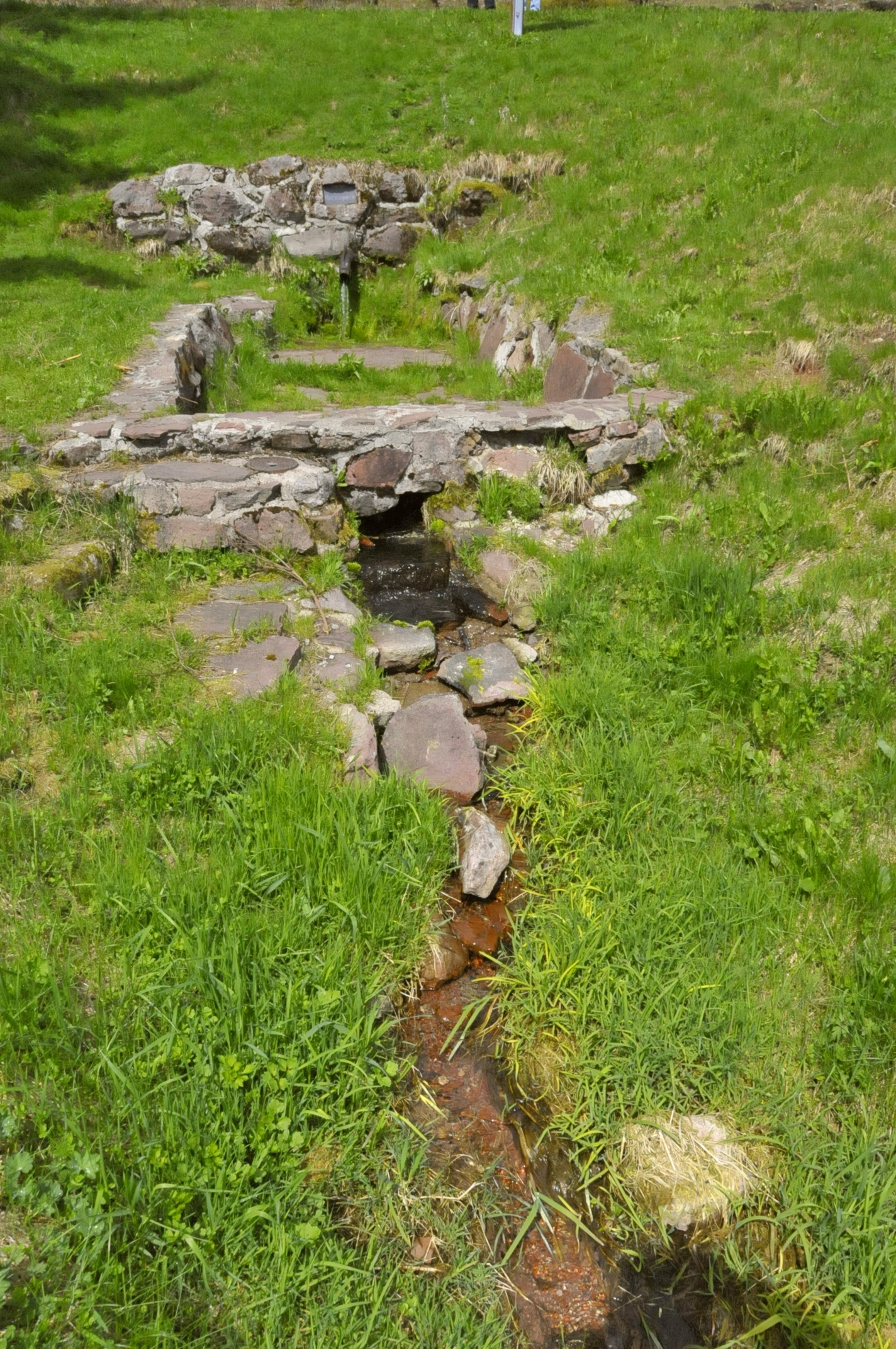
5. Station: Marienquelle
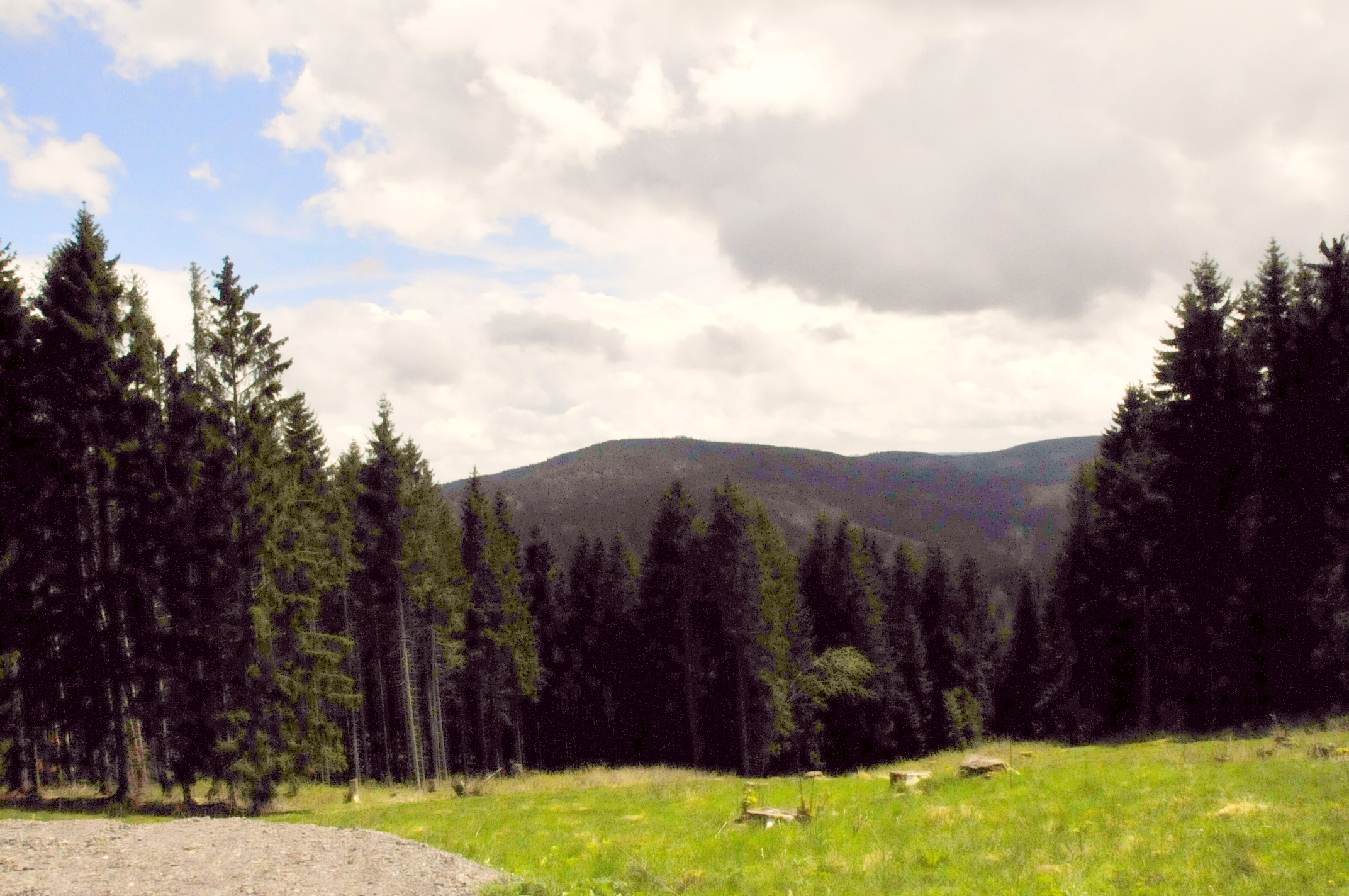
Zwischen Marienquelle und Emmastein, Blick auf den Kickelhahn
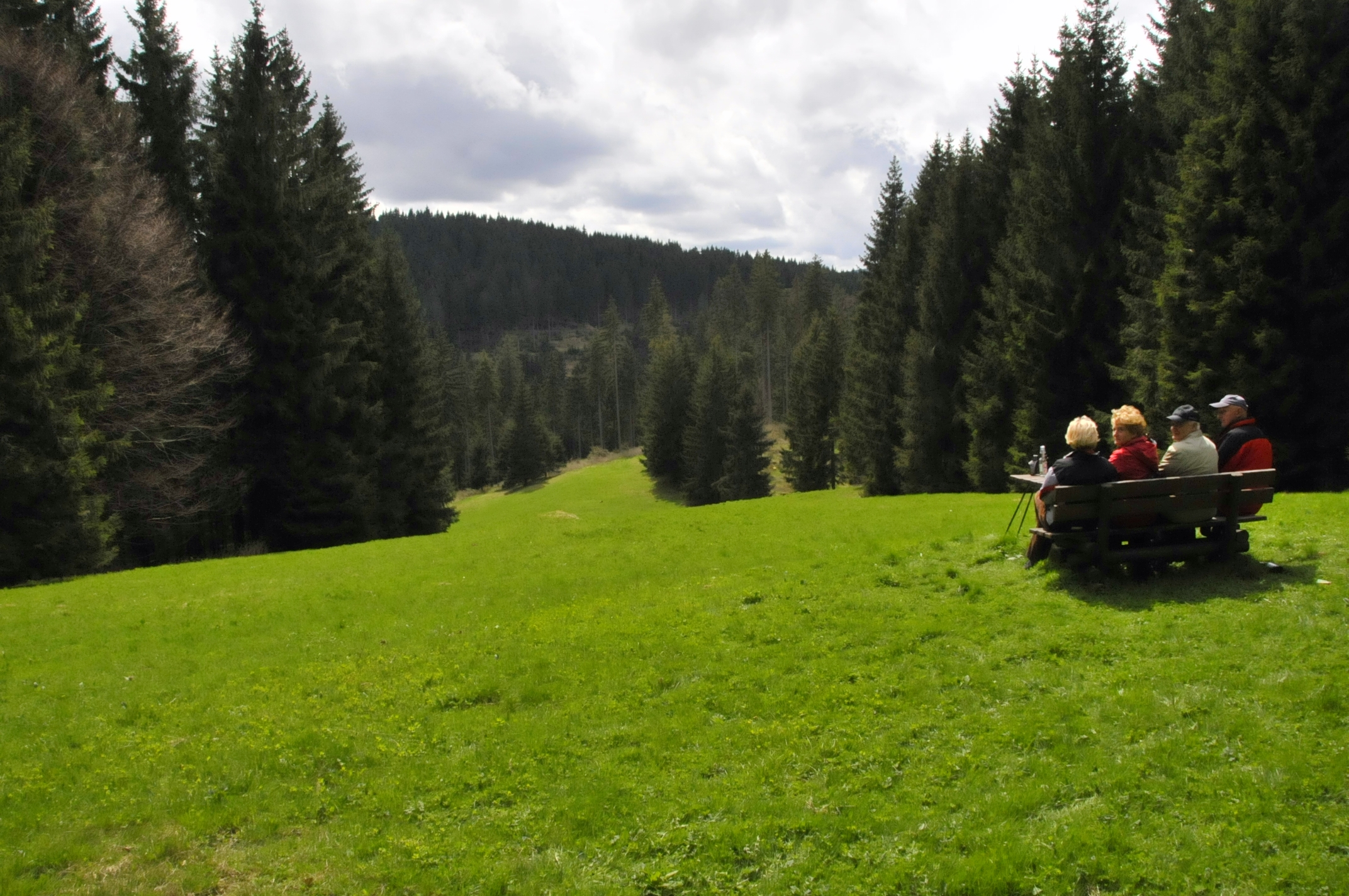
Zwischen Emmastein und Manebach, Blick auf den Bundschildskopf
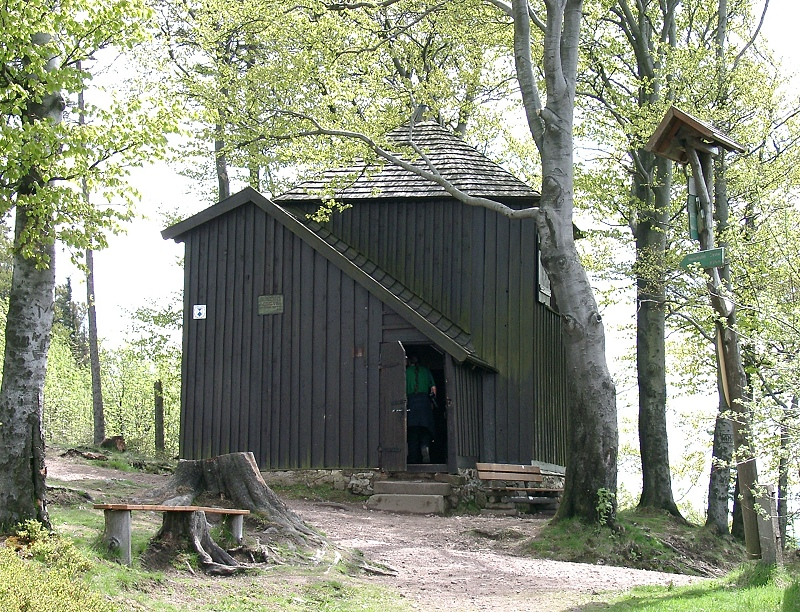
10. Station: Goethehäuschen auf dem Kickelhahn
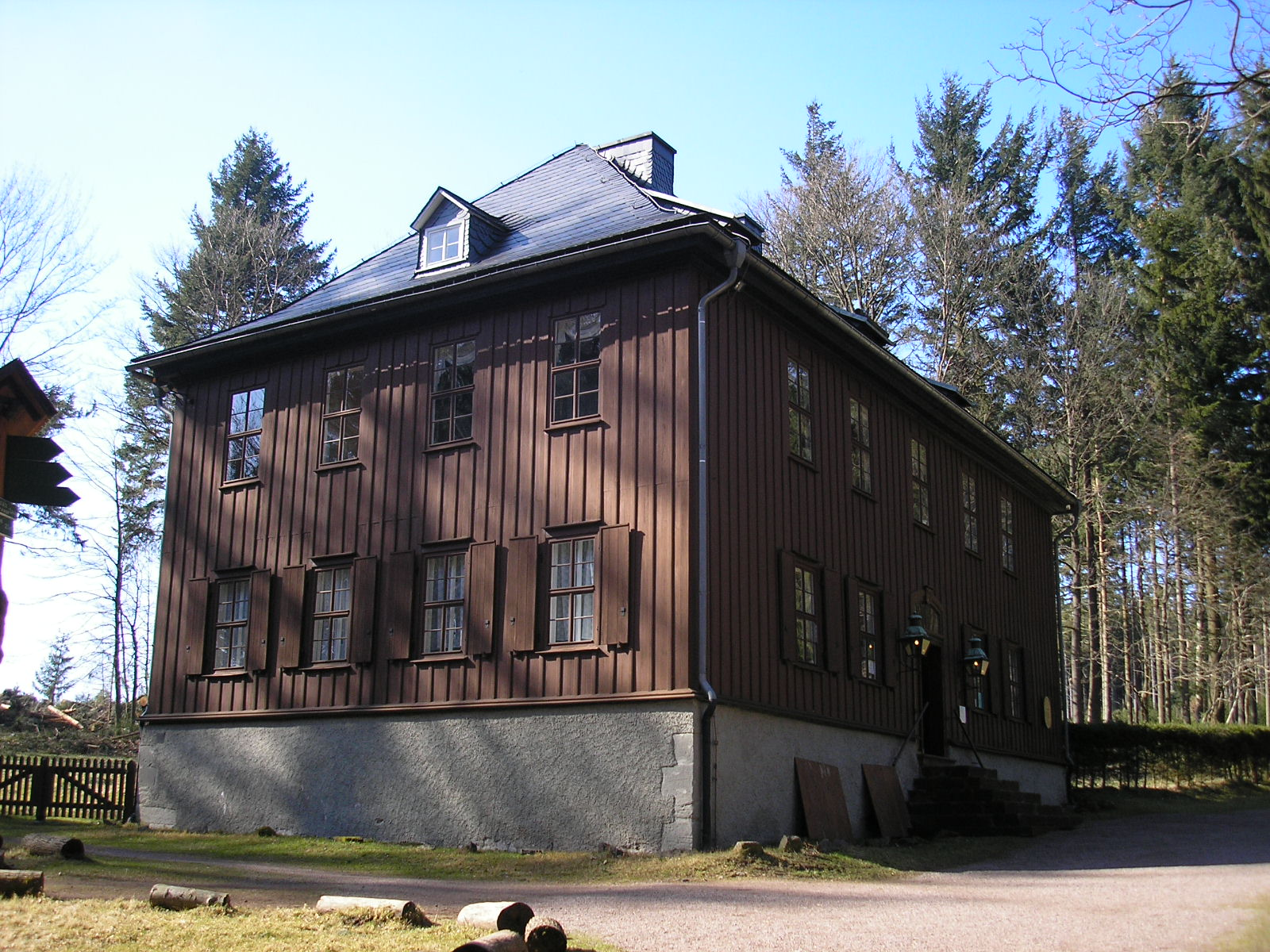
11. Station:: Jagdhaus Gabelbach
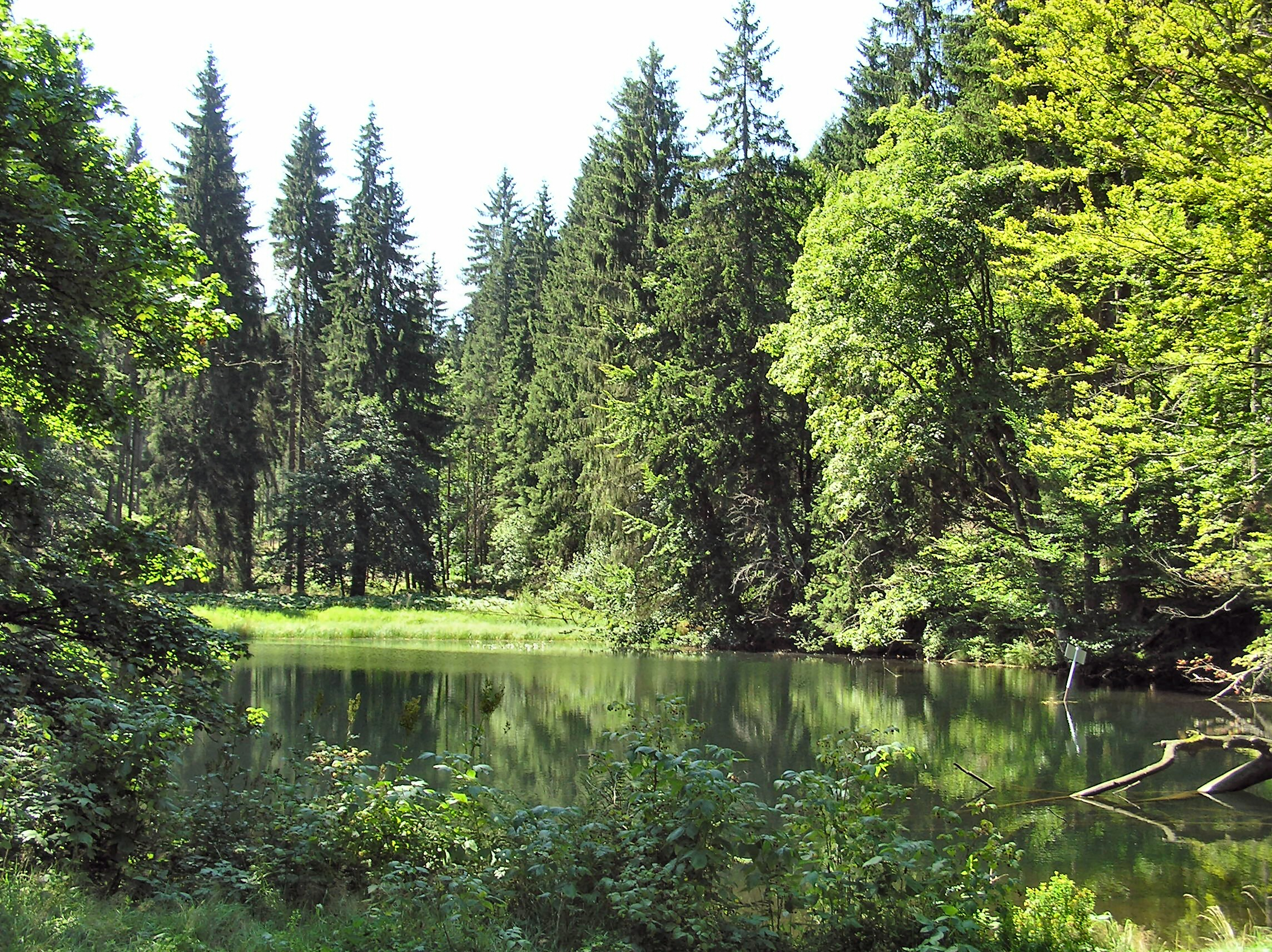
12. Station: Im Schortetal, Knöpfelstaler Teich
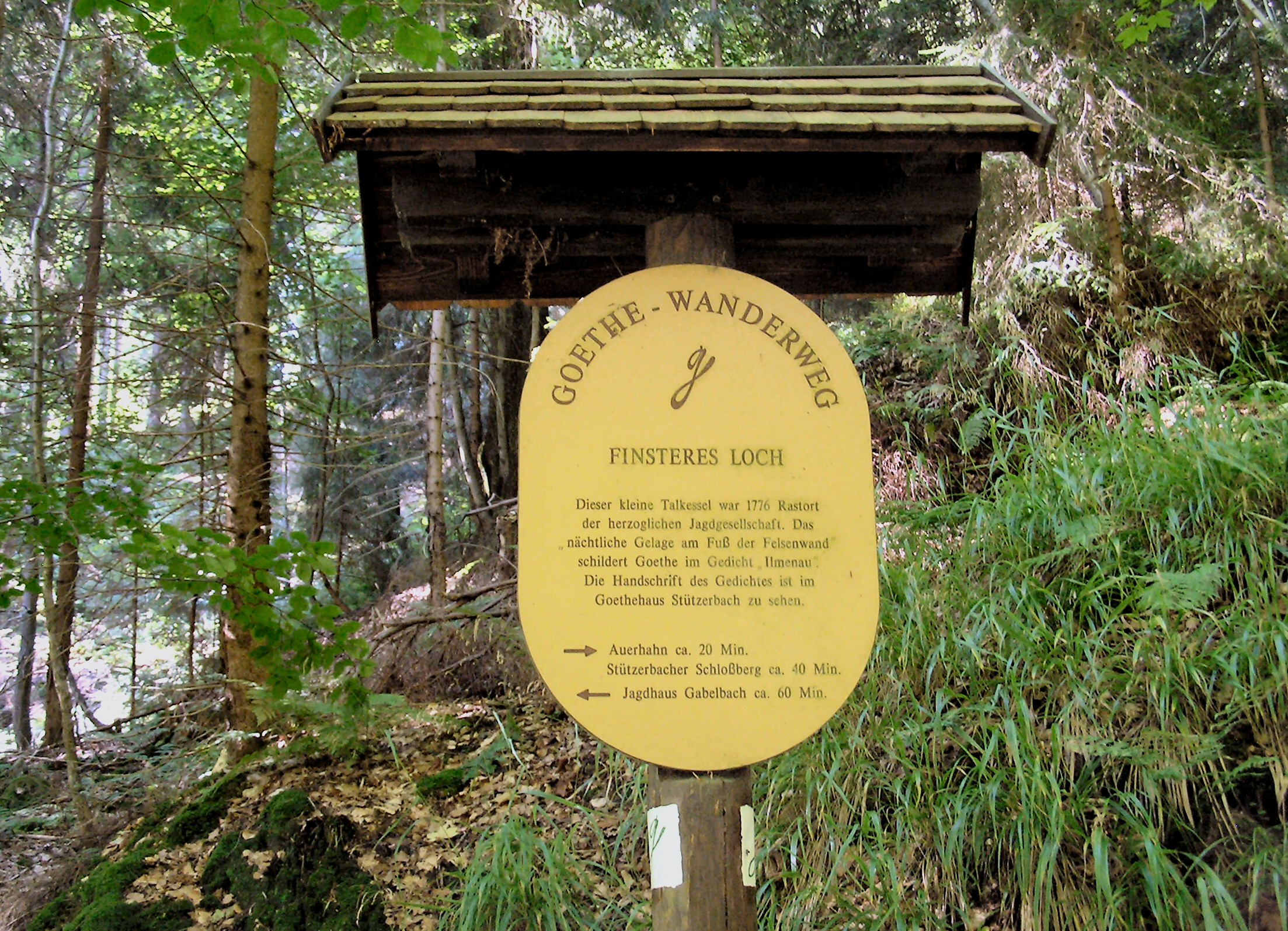
13. Station: Das Finstere Loch
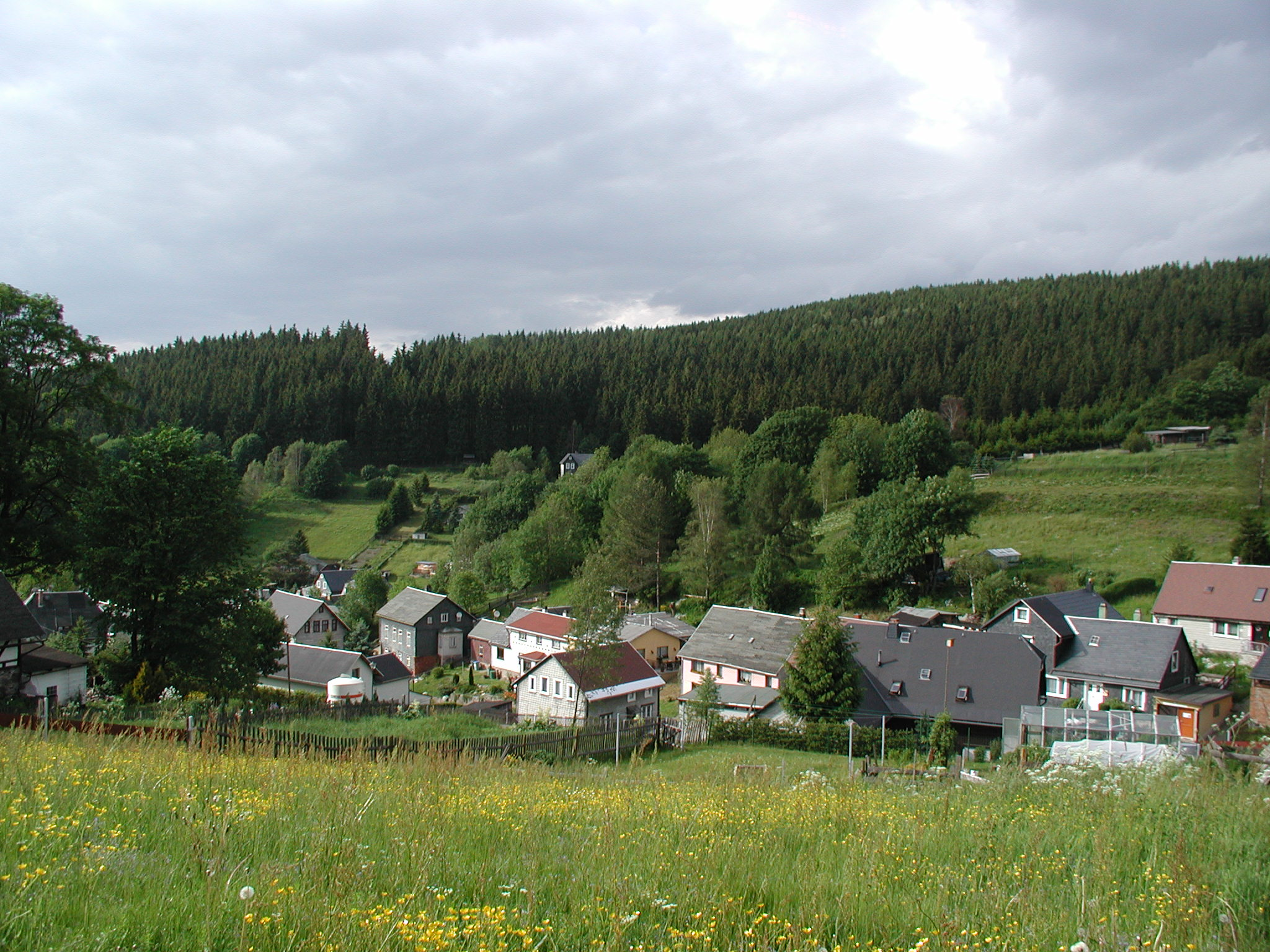
Letzte Station: Stützerbach